# Квезал венесуельський
Квезал венесуельський (Pharomachrus fulgidus) — вид птахів родини трогонових (Trogonidae).

## Поширення
Вид поширений на півночі Венесуели та Колумбії. Мешкає в хмарних лісах та інших вологих гірських лісах на висоті від 900 до 2500 м над рівнем моря.

## Опис
Птах середнього розміру, завдовжки 32-33 см. У самця золотисто-жовтий дзьоб, бронзова оливково-зелена голова; яскраво-зелена спина і груди; нижні частини переважно яскраво-червоні; чорні крила і хвіст, внутрішня частина біла з чорною облямівкою. Самиця тьмяніша з темнішим дзьобом.

## Спосіб життя
Живиться фруктами, комахами і дрібними хребетними.

## Підвиди
- Pharomachrus fulgidus festatus  Bangs, 1899 — гори Сьєрра-Невада-де-Санта-Марта
- Pharomachrus fulgidus fulgidus  (Gould, 1838) — Прибережний хребет (Венесуела)